# Bundessicherheitsdienst
Der Bundessicherheitsdienst (BSD) erfüllt die Sicherheitsaufgaben in Bundesverantwortung im Bereich innere Sicherheit der Schweiz. Er sorgt für den Schutz der Behörden und der Immobilien des Bundes sowie der völkerrechtlich geschützten Personen und Gebäude. Seine Tätigkeiten umfassen die Vorbereitung, Anordnung, Durchsetzung und Kontrolle von Sicherheitsmassnahmen, personelle Sicherheitsfragen, Immobilien- und Informationsschutz sowie Ausbildung und Beratung.
Der BSD ist eine Hauptabteilung des Bundesamtes für Polizei.